# Lijst van voetbalinterlands Cyprus - Frankrijk
Deze lijst van voetbalinterlands is een overzicht van alle officiële voetbalwedstrijden tussen de nationale teams van Cyprus en Frankrijk. De landen speelden tot op heden acht keer tegen elkaar. De eerste ontmoeting, een kwalificatiewedstrijd voor het Wereldkampioenschap voetbal 1982, werd gespeeld in Limasol op 11 oktober 1980. Het laatste duel, een kwalificatiewedstrijd voor het Wereldkampioenschap voetbal 2006, vond plaats op 12 oktober 2005 in Parijs.

## Wedstrijden
| № | Plaats   | Datum            | Competitie           | Wedstrijd          | Uitslag |
| - | -------- | ---------------- | -------------------- | ------------------ | ------- |
| 1 | Limasol  | 11 oktober 1980  | WK 1982 kwalificatie | Cyprus – Frankrijk | 0 – 7   |
| 2 | Parijs   | 5 december 1981  | WK 1982 kwalificatie | Frankrijk – Cyprus | 4 – 0   |
| 3 | Nicosia  | 22 oktober 1988  | WK 1990 kwalificatie | Cyprus – Frankrijk | 1 – 1   |
| 4 | Toulouse | 18 november 1989 | WK 1990 kwalificatie | Frankrijk – Cyprus | 2 – 0   |
| 5 | Nicosia  | 7 september 2002 | EK 2004 kwalificatie | Cyprus – Frankrijk | 1 – 2   |
| 6 | Parijs   | 6 september 2003 | EK 2004 kwalificatie | Frankrijk – Cyprus | 5 – 0   |
| 7 | Nicosia  | 13 oktober 2004  | WK 2006 kwalificatie | Cyprus – Frankrijk | 0 – 2   |
| 8 | Parijs   | 12 oktober 2005  | WK 2006 kwalificatie | Frankrijk – Cyprus | 4 – 0   |

## Samenvatting
| Competitie      | Totaal gespeeld | Winst Cyprus | Gelijk | Winst Frankrijk | Doelsaldo Cyprus – Frankrijk |
| --------------- | --------------- | ------------ | ------ | --------------- | ---------------------------- |
| WK-kwalificatie | 6               | 0            | 1      | 5               | 1 − 20                       |
| EK-kwalificatie | 2               | 0            | 0      | 2               | 1 − 7                        |
| Totaal          | 8               | 0            | 1      | 7               | 2 − 27                       |

Wedstrijden bepaald door strafschoppen worden, in lijn met de FIFA, als een gelijkspel gerekend.

## Details

### Eerste ontmoeting
| WK 1982 kwalificatie (Limasol, Cyprus, 11 oktober 1980):     |       | |
| Cyprus                                                       | 0 – 7 | Frankrijk |
|                                                              | goals | 4' Bernard Lacombe 14' Michel Platini 23' Michel Platini 40' Jean-François Larios 76' Jean-François Larios 82' Didier Six 87' Jacques Zimako |
| - Laatste interland van Henri Michel (58ste) voor Frankrijk. |       | |

### Tweede ontmoeting
| WK 1982 kwalificatie (Parijs, Frankrijk, 5 december 1981):                           |       |        |
| Frankrijk                                                                            | 4 – 0 | Cyprus |
| Dominique Rocheteau 25' Bernard Lacombe 29' Bernard Lacombe 82' Bernard Genghini 86' | goals |        |

### Derde ontmoeting
| WK 1990 kwalificatie (Nicosia, Cyprus, 22 oktober 1988):                |       |                   |
| Cyprus                                                                  | 1 – 1 | Frankrijk         |
| Pambos Pittas 78' (pen.)                                                | goals | 44' Daniel Xuereb |
| - Laatste duel van Frankrijk onder leiding van bondscoach Henri Michel. |       |                   |

### Vierde ontmoeting
| WK 1990 kwalificatie (Toulouse, Frankrijk, 18 november 1989): |       |        |
| Frankrijk                                                     | 2 – 0 | Cyprus |
| Didier Deschamps 25' Laurent Blanc 75'                        | goals |        |

### Vijfde ontmoeting
| EK 2004 kwalificatie (Nicosia, Cyprus, 7 september 2002): |       |                                       |
| Cyprus                                                    | 1 – 2 | Frankrijk                             |
| Ioannis Okkas 14'                                         | goals | 39' Djibril Cissé 52' Sylvain Wiltord |

### Achtste ontmoeting
| WK 2006 kwalificatie (Parijs, Frankrijk, 12 oktober 2005):                    |       |        |
| Frankrijk                                                                     | 4 – 0 | Cyprus |
| Zinédine Zidane 29' Sylvain Wiltord 32' Vikash Dhorasoo 44' Ludovic Giuly 84' | goals |        |

KOP · A-internationals · Bondscoaches · Statistieken · Cypriotisch vrouwenelftal · Cyprus U21 · Cyprus U20 · Cyprus U19 · Cyprus U18 · Cyprus U17 · Cyprus U16
1960 – 1969 · 
1970 – 1979 · 
1980 – 1989 · 
1990 – 1999 · 
2000 – 2009 · 
2010 – 2019 ·
2020 − 2029
1960 · 
1961 · 
1962 · 
1963 · 
1964 · 
1965 · 
1966 · 
1967 · 
1968 · 
1969 · 
1970 · 
1971 · 
1972 · 
1973 · 
1974 · 
1975 · 
1976 · 
1977 · 
1978 · 
1979 · 
1980 · 
1981 · 
1982 · 
1983 · 
1984 · 
1985 · 
1986 · 
1987 · 
1988 · 
1989 · 
1990 · 
1991 · 
1992 · 
1993 · 
1994 · 
1995 · 
1996 · 
1997 · 
1998 · 
1999 · 
2000 · 
2001 · 
2002 · 
2003 · 
2004 · 
2005 · 
2006 · 
2007 · 
2008 · 
2009 · 
2010 · 
2011 · 
2012 · 
2013 ·
2014 ·
2015 ·
2016 ·
2017 ·
2018 ·
2019 ·
2020 ·
2021 ·
2022
Albanië ·
Andorra ·
Armenië ·
Azerbeidzjan ·
België ·
Bosnië en Herzegovina ·
Bulgarije ·
Canada ·
Denemarken ·
Duitsland ·
Engeland ·
Estland ·
Faeröer ·
Finland ·
Frankrijk ·
Georgië ·
Gibraltar · 
Griekenland ·
Hongarije ·
Ierland ·
IJsland ·
Irak ·
Iran ·
Israël ·
Italië ·
Japan ·
Joegoslavië ·
Jordanië ·
Kazachstan ·
Koeweit ·
Kosovo ·
Kroatië ·
Letland ·
Libanon ·
Litouwen ·
Luxemburg ·
Malta ·
Moldavië ·
Montenegro ·
Nederland ·
Noord-Ierland ·
Noord-Macedonië ·
Noorwegen ·
Oekraïne ·
Oostenrijk ·
Polen ·
Portugal ·
Roemenië ·
Rusland ·
San Marino ·
Saoedi-Arabië ·
Schotland ·
Servië ·
Slovenië ·
Slowakije ·
Sovjet-Unie ·
Spanje ·
Syrië ·
Tsjechië ·
Tsjecho-Slowakije ·
Wales ·
Wit-Rusland ·
Zweden ·
Zwitserland
FFF · A-internationals · Selecties · Bondscoaches · Frans vrouwenelftal · Olympisch elftal · Frankrijk U21 · Frankrijk U20 · Frankrijk U19 · Frankrijk U18 · Frankrijk U17 · Frankrijk U16 · Vrouwen U17
1904 – 1919 ·
1920 – 1929 ·
1930 – 1939 ·
1940 – 1949 ·
1950 – 1959 ·
1960 – 1969 ·
1970 – 1979 ·
1980 – 1989 ·
1990 – 1999 ·
2000 – 2009 ·
2010 – 2019 ·
2020 – 2029
EK's: 1984 · 
1992 · 
1996 · 
2000 · 
2004 · 
2008 · 
2012 · 
2016 · 
2020 · 
2024
WK's: 1930 · 
1934 · 
1938 · 
1954 · 
1958 · 
1966 · 
1978 · 
1982 · 
1986 · 
1998 · 
2002 · 
2006 · 
2010 · 
2014 · 
2018 · 
2022
OS: 1900 · 
1908 · 
1920 · 
1924 · 
1948 · 
1952 · 
1960 · 
1968 · 
1976 · 
1984 · 
1996 · 
2020
1904 · 
1905 · 
1906 · 
1907 · 
1908 · 
1909 · 
1910 · 
1911 · 
1912 · 
1913 · 
1914 · 
1915 · 1916 · 1917 · 1918 · 
1919 · 
1920 · 
1921 · 
1922 · 
1923 · 
1924 · 
1925 · 
1926 · 
1927 · 
1928 · 
1929 · 
1930 · 
1931 · 
1932 · 
1933 · 
1934 · 
1935 · 
1936 · 
1937 · 
1938 · 
1939 · 
1940 · 1941  · 
1942 · 
1943 · 1944  · 
1945 · 
1946 · 
1947 · 
1948 · 
1949 · 
1950 · 
1951 · 
1952 · 
1953 · 
1954 · 
1955 · 
1956 · 
1957 · 
1958 · 
1959 ·
1960 · 
1961 · 
1962 · 
1963 · 
1964 · 
1965 · 
1966 · 
1967 · 
1968 · 
1969 ·
1970 · 
1971 · 
1972 · 
1973 · 
1974 · 
1975 · 
1976 · 
1977 · 
1978 · 
1979 ·
1980 · 
1981 · 
1982 · 
1983 · 
1984 · 
1985 · 
1986 · 
1987 · 
1988 · 
1989 · 
1990 · 
1991 · 
1992 · 
1993 · 
1994 · 
1995 · 
1996 · 
1997 · 
1998 · 
1999 · 
2000 · 
2001 · 
2002 · 
2003 · 
2004 · 
2005 · 
2006 · 
2007 · 
2008 · 
2009 · 
2010 · 
2011 · 
2012 · 
2013 · 
2014 · 
2015 · 
2016 · 
2017 · 
2018 ·
2019 ·
2020 ·
2021 ·
2022 ·
2023
Albanië ·
Algerije ·
Andorra ·
Argentinië ·
Armenië ·
Australië ·
Azerbeidzjan ·
België ·
Bolivia ·
Bosnië en Herzegovina ·
Brazilië ·
Bulgarije ·
Canada ·
Chili ·
China ·
Colombia ·
Costa Rica ·
Cyprus ·
Denemarken ·
Duitse Democratische Republiek ·
Duitsland ·
Ecuador ·
Egypte ·
Engeland ·
Estland ·
Faeröer ·
Finland ·
Georgië ·
Gibraltar ·
Griekenland ·
Honduras ·
Hongarije ·
Ierland ·
IJsland ·
Iran ·
Israël ·
Italië ·
Ivoorkust ·
Jamaica ·
Japan ·
Joegoslavië ·
Kameroen ·
Kazachstan ·
Koeweit ·
Kroatië ·
Letland ·
Litouwen ·
Luxemburg ·
Malta ·
Marokko ·
Mexico ·
Moldavië ·
Nederland ·
Nieuw-Zeeland ·
Nigeria ·
Noord-Ierland ·
Noorwegen ·
Oekraïne ·
Oostenrijk ·
Paraguay ·
Peru · 
Polen ·
Portugal ·
Roemenië ·
Rusland ·
Saoedi-Arabië ·
Schotland ·
Senegal ·
Servië ·
Slovenië ·
Slowakije ·
Sovjet-Unie ·
Spanje ·
Togo ·
Tsjechië ·
Tsjecho-Slowakije ·
Tunesië ·
Turkije ·
Uruguay ·
Verenigde Staten ·
Wales ·
Wit-Rusland ·
Zuid-Afrika ·
Zuid-Korea ·
Zweden ·
Zwitserland
Albanië (2016) ·
Argentinië (2018) ·
Argentinië (2022) ·
Australië (2018) · 
België (1904) · 
België (2018) · 
Brazilië (1998) · 
Brazilië (2006) · 
Denemarken (2002) · 
Denemarken (2018) ·
Duitsland (2014) · 
Duitsland (2021) · 
Ecuador (2014) · 
Engeland (1982) · 
Engeland (2012) · 
Engeland (2022) ·
Honduras (2014) · 
Hongarije (2021) · 
Italië (2000) · 
Italië (2006) · 
Italië (2008) · 
Japan (2001) · 
Kameroen (2003) · 
Koeweit (1982) · 
Kroatië (2018) · 
Marokko (2022) ·
Mexico (2010) · 
Nederland (2008) · 
Nigeria (2014) ·
Noord-Ierland (1982) · 
Oekraïne (2012) · 
Oostenrijk (1982) · 
Peru (2018) · 
Polen (1982) · 
Polen (2022) ·
Portugal (2006) · 
Portugal (2016) ·
Portugal (2021) ·
Roemenië (2008) ·
Roemenië (2016) ·
Senegal (2002) · 
Spanje (1984) ·
Spanje (2006) ·
Spanje (2012) ·
Spanje (2021) ·
Togo (2006) ·
Tsjecho-Slowakije (1982) ·
Uruguay (2002) ·
Uruguay (2010) ·
Uruguay (2018) ·
Zuid-Afrika (2010) ·
Zuid-Korea (2006) ·
Zweden (2012) ·
Zwitserland (2006) ·
Zwitserland (2014) ·
Zwitserland (2016) ·
Zwitserland (2021)